# مجتمع ماي أوبرا
مجتمع ماي أوبرا (بالإنجليزية: My Opera Communtiy)‏ مجتمع لدعم متصفح الويب أوبرا. هناك ما يزيد عن 2000 عضو يقومون بالدخول يومياً، والموقع يملك ما يزيد عن مليون عضو مشترك.

## وصلات خارجية
- الموقع الرسمي للمجتمع